# ニューファンドランド島

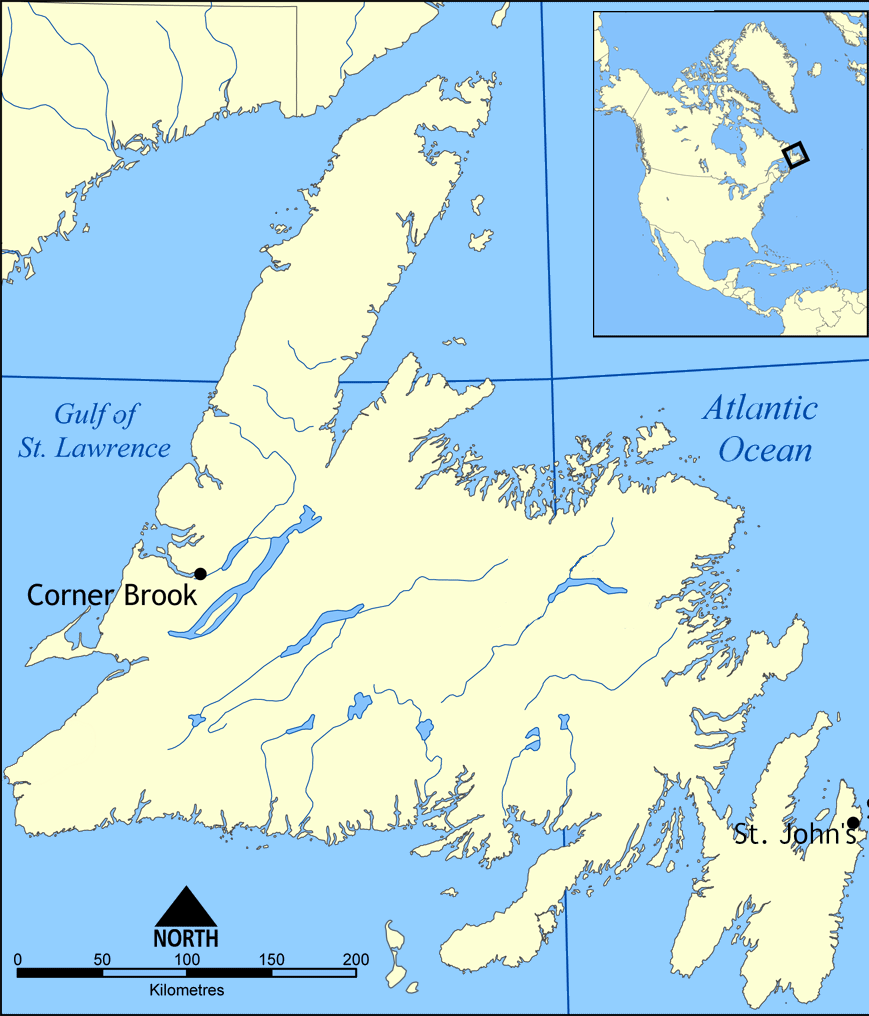
島の全体図

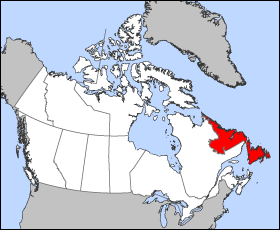
カナダにおけるニューファンドランド・ラブラドール州（赤色部分）

ニューファンドランド島（ニューファンドランドとう、英語: Newfoundland [ˈnuːfən(d)lænd, ˌnuːfəndˈlænd]、フランス語: Terre-Neuve カナダ・フランス語:[taɛ̯ʁ.nœːv]）は、カナダの東海岸に位置する島。ニューファンドランド犬のふるさとでもある。また、沖合いの海域（グランドバンク）は、世界屈指の好漁場として名高い。

## 概要
ニューファンドランド島の人口は2001年現在で466,172人である。周囲の島を含めると50万人を超える。ニューファンドランド・ラブラドール州の政治的・経済的な中心で、人口の最も多い部分でもある。州都セントジョンズはこの島の南東端、大西洋沿岸にある。1949年にイギリス植民地からカナダに加入して以来、この島のある州は「ニューファンドランド州」と呼ばれていたが、ラブラドール半島にある地域・ラブラドール地方が大きな面積を占めていたことから、2001年に現在の「ニューファンドランド・ラブラドール州」に改称された。
島の面積は111,390km2で、州の27.5%を占める。世界で16番目、カナダでは4番目に大きな島である。島の最高点は標高814mのルイスヒルズ。州都セントジョンズの南にあるスピア岬はカナダのみならず、北米の最東端である。かつてニューファンドランド島は北米と欧州の航空路の中継点でもあり、島北部のガンダーにはニューファンドランド空港（現ガンダー国際空港）があった。
「ニューファンドランド」という名前は、ラテン語の「テラ・ノヴァ Terra Nova」という古称にちなむ。1497年にイタリア人の探検家ジョン・カボット（John Cabot、あるいはイタリア語読みでジョヴァンニ・カボート Giovanni Caboto）がヨーロッパ人としてはじめてニューファンドランド島に到達したが、それに先立ちノース人らが西暦1000年ごろに到達していたとみられる。ノース人が記録に残している「ヴィンランド（Vinland）」の位置については議論が多いが、この島の北端にあるランス・オ・メドーはその一部と考えられている。
ニューファンドランド島住民は「ニューファンドランド・イングリッシュ」という英語の方言および「ニューファンドランド・フレンチ」というフランス語方言を話す。かつては「ニューファンドランド・アイリッシュ」というアイルランド語方言や先住民ベオスック族（Beothuk）の言語、ベオスック語が話されていた。

## 地理

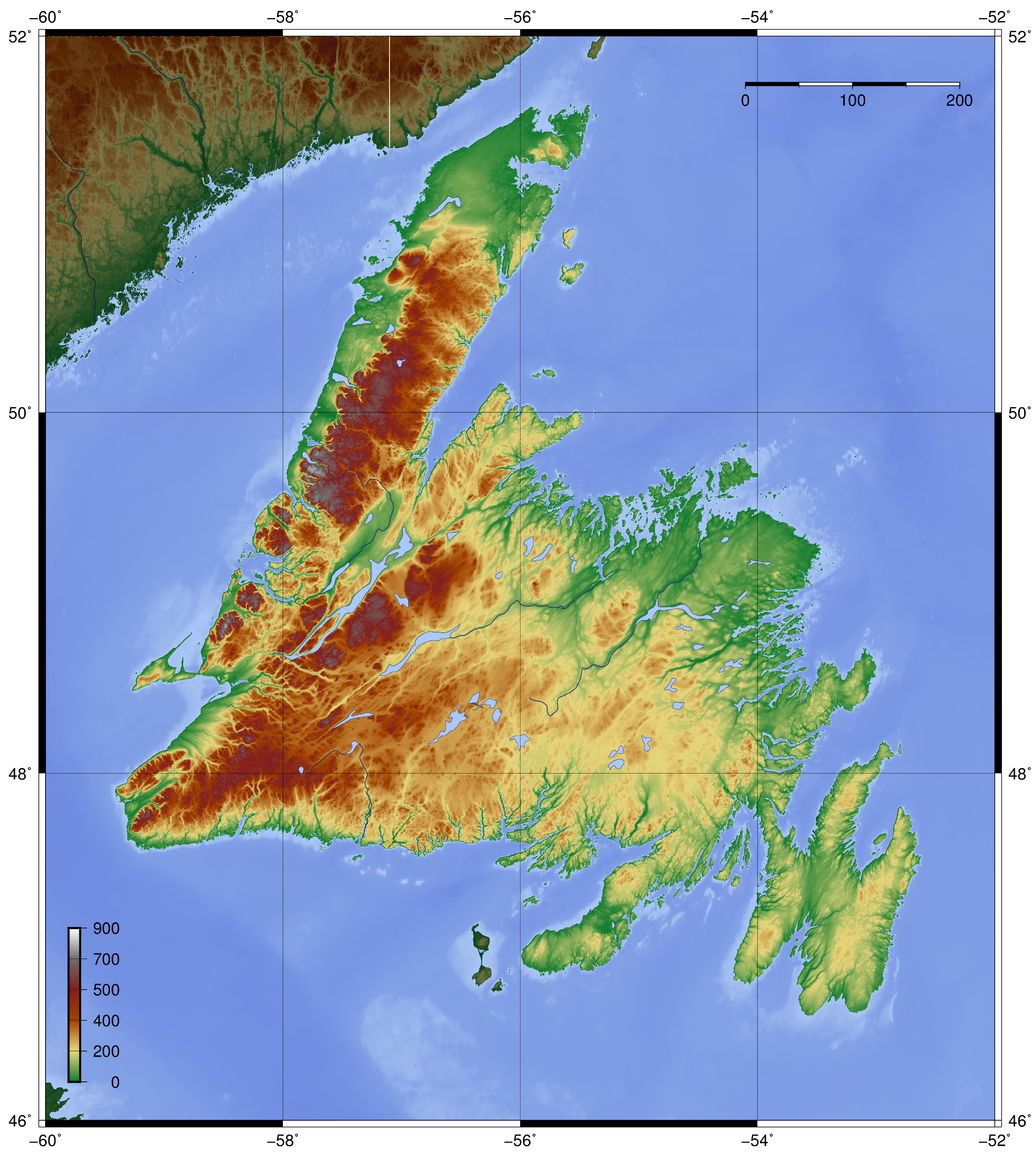
地形図

ニューファンドランド島は、ラブラドール半島からはベルアイル海峡で、ノバスコシア州先端のケープブレトン島からはカボット海峡で隔てられている。この島はセントローレンス川の巨大な河口を塞ぐように位置しており、セントローレンス湾を形成している。島の南岸の沖合いには、フランスの海外領土、サンピエール島・ミクロン島（Saint-Pierre et Miquelon）がある。また、周囲にはトゥイリンゲート島（Twillingate）、ニューワールド島（New World）、フォーゴ島（Fogo）、ベル島（Belle Isle）などが点在し、アバロン半島などいくつもの半島が突き出している。西部には島内最大の湖グランド湖がある。
ニューファンドランド島は海洋性気候であるが、寒流のラブラドル海流が島の東岸を南下したあと南岸を西へ流れているため気温は低めである。春は遅く短く、夏は涼しく、冬は厳寒である。1月には島全体が氷点下になり、夏でも高原には雪が残っている。降水量は十分で、北西より南岸のほうが若干雨が多い。島の北東部では冬には数十センチメートルの降雪量がある。島はどこも風が強いことも特徴である。また、南岸は霧が頻繁に発生し「海煙（sea smoke）」と呼ばれるほどで、南部アバロン半島沖やグランドバンク付近は、春から夏にかけて暑い南風が寒冷なラブラドル海流の上を通るため、世界でももっとも深い霧が出る海域である。グランドバンクはメキシコ湾流とラブラドル海流がぶつかる潮目の位置にあり、世界屈指の好漁場としてニューファンドランドの入植や経済に大きくかかわってきた。
冬は、北米大陸を東から西へ進む低気圧が島近くを通るため、11月から3月はノーイースターと呼ばれる激しい嵐が何度も島を襲い強風が吹き荒れる。夏には、南で発生したハリケーンが接近し、大風と大雨をもたらす。
ニューファンドランドの半分は森林地帯であるが、南部と西部の広い範囲に苔しか生えない泥炭地や不毛の地が広がる。植生は気候に左右され、島南西の比較的温暖な谷間はトネリコやニレが育ち、中央部や西部はカバノキやマツが主である。バルサムモミ (balsam fir) やクロトウヒ (black spruce) の木は北東部以外の低地にはあちこちで見られ、北東部には寒い気候に強いアメリカヤマナラシ (Populus tremuloides)などが多い。
島は台地が多く、島の西部を南北に貫くロングレンジ山脈はアパラチア山脈から伸びる山並の延長でもある。古代の岩盤が多く、気候のわりに肥沃な土を生み出している。

## 歴史

### 最初の人々

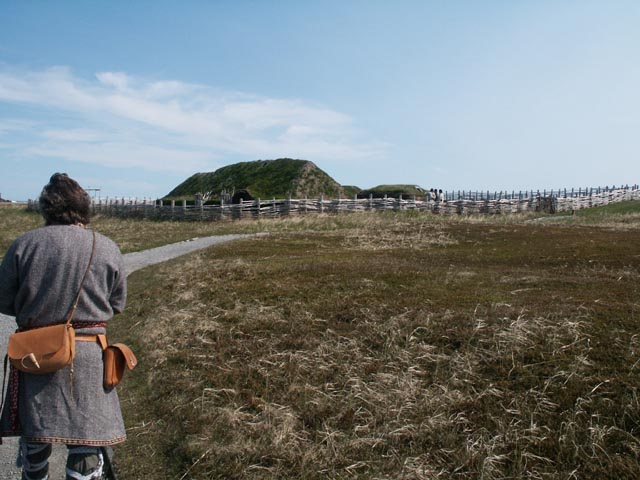
ランス・オ・メドーのヴァイキング入植地跡

ニューファンドランドの初期の住民は、ヨーロッパ人到達時に住んでいたベオスック族の祖先に当たる民族集団であったと推測される。ベオスックとはベオスック語で「人間」を意味した。ベオスック族の民族的起源は定かではないが、ラブラドール半島から渡ってきたと考えられる。その文化は現在では絶滅し、博物館にある歴史的・人類学的資料でしか偲ぶことができない。最後のベオスック人女性、シャナウディシト（Shanawdithit）は1829年にセントジョンズで亡くなっている。
ノース人（ヴァイキング）が「ヴィンランド」で遭遇したスクレリング（skraeling、スクレリンガー）と呼ばれる先住の人々は、おそらく後のベオスック族の祖先のことであると思われる。ヨーロッパ人と北米先住民の最初の衝突は1006年ごろ、現在のランス・オ・メドー国定史跡（ノース人らの一団が恒久的な入植地を建設しようとした海岸沿いの地）の周辺で起こった。ノース人のサガによれば、スクレリングたちは非常に凶暴であったとされ、友好関係の構築に失敗した新来のノース人たちは結局入植をあきらめ、島を撤退した。
ジョン・カボットの1497年の航海にはじまるヨーロッパ人到来の第2波では、ベオスック族との間に交渉が成り立った。この時期の島の人口は1,000人から5,000人の間と見積もられている。
ヨーロッパ人の入植地が年間を通した恒久的なものとなり、海岸線一帯に広がるに従い、漁撈にたよるベオスック族が生計を立てられる海沿いの土地は減少していった。ベオスック族が入植者達に殺され、飢餓と入植者の持ち込んだ疫病で激減した後の19世紀はじめには、生き残った人数はほんのわずかであった。植民地政府は先住民との対話を開始しようとしたが、既に遅すぎた。
現在のニューファンドランド島島民は、祖先をアメリカ先住民（その多くは大陸部に住むミックマック族〈Mi'kmaq、Mi'gmaq、Micmac〉）にたどることができる人が多い。

### ノース人の入植と航海者の伝説
ニューファンドランドは、ノース人の北米入植地のうち唯一、実際の入植跡が確認されている場所である。ノルウェー人の探検家ヘルゲ・イングスタッド（Helge Ingstad）とその妻で考古学者のアン・スタイン・イングスタッド（Anne Stine Ingstad）は、1960年に島北端のランス・オ・メドーで遺跡を発見した。長年にわたる発掘の結果、入植地はクリストファー・コロンブスの大西洋横断に500年以上先立つものと確認され、糸車や鍛冶の道具などが発見されたことから、北米における最古のヨーロッパ人の居住の痕跡とされた。ユネスコの世界遺産にも登録されたランス・オ・メドーは、ヴァイキングの航海者レイフ・エリクソンが到達したヴィンランドの入植地と信じられている。ノース人は先住民との衝突を起こし、おそらく999年から1001年までの、比較的短期間しか留まらなかった。1010年ごろにソルフィン・カルルセフニもヴィンランドへ大勢を連れて入植したという伝があるが、これも短期間に終わっている。
その他のヨーロッパの国の人たちもニューファンドランドの発見者であるという言い伝えがある。アイルランドの聖ブレンダンもこの島を発見したとされる一人であり、『聖ブレンダンの航海』という歌はニューファンドランドでは有名である。ウェールズの民話では、マドック王子（Prince Madoc）が探検の末1170年にアメリカに到達したとされているが、彼の通った航路や到達した場所の詳細は分からない。スコットランドでは、オークニー伯ヘンリー・シンクレア（Henry I Sinclair, Earl of Orkney）が1300年代の末に新大陸を発見したとされる。ポルトガルでは、エンリケ航海王子が1431年アゾレス諸島を発見したころに新大陸も発見されたという主張がある。1490年ごろに残された地図には、アイスランド南西の、およそアイルランドと同程度の緯度に3つの島が描かれており、これがニューファンドランドと周辺の島であるという説もある。これら3つの島は、7人の司祭が発見した「7つの都市の島」あるいは「ブラジル島（Isle of 
Brasile）」と呼ばれている。ブリストルの商人が1480年にブラジル島を求めて航海したことを述べた記録が残っているが、何も見つからなかったという。

### 「再発見」と漁民の入植

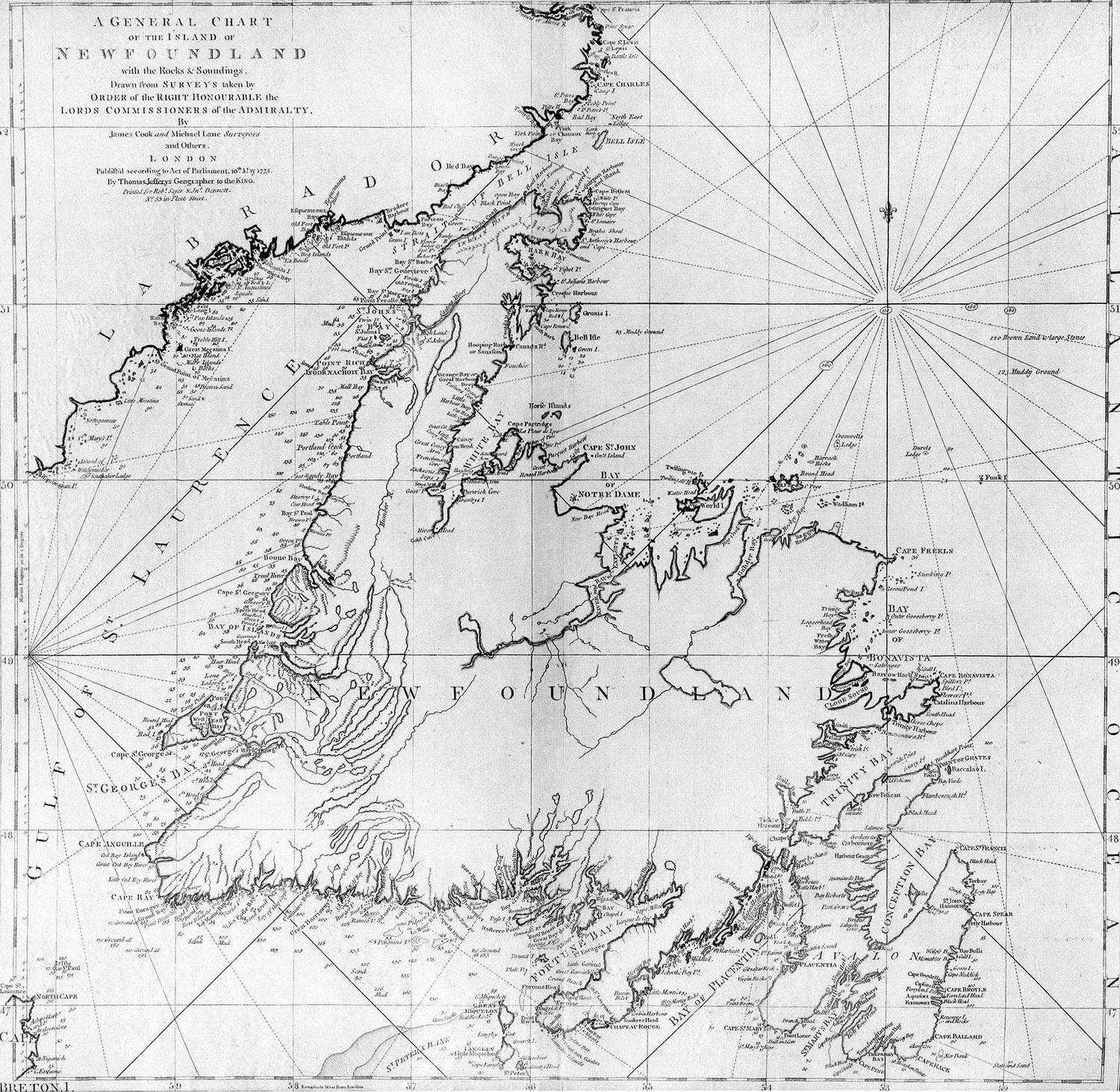
ジェームズ・クックの探検による地図、1775年

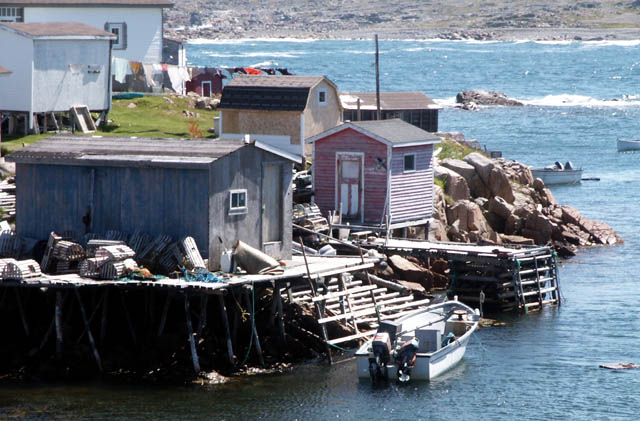
フォーゴ島にある漁村、典型的なアウトポート

ノース人の放棄後、500年間にわたりヨーロッパ人の来訪がなかった島は、1497年のイタリア人航海者ジョン・カボットが再発見し「テラ・ノヴァ」と命名したことにより、ヨーロッパ人の知るところとなる。ジョン・カボットの上陸地点は島の東海岸のボナヴィスタ（Bonavista）と一般には信じられているが、グレート・ノーザン半島の先端のケープ・ボールド（Cape Bauld）など、東海岸の他の場所が上陸地点なのではないかという説もある。ケープ・ボールド説には、スペインの国立公文書館で発見されたブリストル商人の文書に、カボットたちがダージー・ヘッド（北緯51度34分）の1,800マイル西へ進んだところに上陸したという記述があるが、この地理的位置はケープ・ボールドにだいたい合致する。同じ記録ではカボットが島本土上陸前に通り過ぎた小島の話があるが、ケープ・ボールドの海岸からベル島まではそう遠くないこともこの説を補強する。
カボットの後、ニューファンドランドにはポルトガル人、スペイン人、フランス人、バスク人、イングランド人などの漁師たちがたどり着いた。17世紀末、アイルランド人の漁師たちはこの島に「魚の島」あるいは「魚の土地」という意味の「Talamh an Éisc」という名をつけた。これはその後数世紀にわたるニューファンドランド沖合いのタイセイヨウダラ漁の重要性を予言するものであった。
この島に対するフランス語の名前は「Terre Neuve」（テル・ヌーヴ、新しい土地）である。英語の名前「Newfoundland」（ニューファンドランド、新しく見つかった土地）も1502年の書簡に最初の使用が認められ、地理学上も地図学上も絶えず使用され続けてきたカナダ最古のヨーロッパ人起源の地名の一つである。
1583年、イングランドの探検家サー・ハンフリー・ギルバート（Sir Humphrey Gilbert）がこの島に航海したときには、セントジョンズ付近でイングランド・フランス・ポルトガルの多くの船に遭遇したが、彼は公式にニューファンドランドはイングランドの植民地であると宣言した。しかし、恒久的なヨーロッパ人の住民がなかったこと、ギルバートが帰路命を落としたことにより、イギリスの入植計画は頓挫した。
1610年7月5日、ブリストルの商人ジョン・ガイ（John Guy）はブリストルを発ち、39人の植民者とともにニューファンドランド島南西のクーパーズ・コーヴ（Cuper's Cove）に到達した。それ以前の恒久入植の試みも、この入植も、イングランドの投資家を儲けさせるほどの利益は生まなかった。しかしこの植民で、なんとかヨーロッパ人による入植地が形をなした。1620年までにイングランド西部の漁民はニューファンドランド島東海岸のほとんどから他国民を締め出したが、フランス人漁民は島の南岸および北の半島部を確保し続けた。ジョン・ガイ以降多くの港に入植が行われ、各々に総督が立った。南部では1623年、ジョージ・カルヴァート（George Calvert）が勅許を得て植民活動を行い、カトリック教徒主体の植民地・アバロン領を現在のアバロン半島に樹立した。島全体の司法権を与えられた最初の総督はサー・デイヴィッド・カーク（David Kirke）で、1638年のことであった。
1690年代、フランスの探検家ピエール・ル・モワン・ディベルヴィル（Pierre Le Moyne d'Iberville）が英仏間で境界をめぐる問題となっていたアカディア周辺を攻撃したときにニューファンドランド諸港も攻撃され、危うく征服されるところであった。これに対してイギリスは、スペイン継承戦争の最中の1702年にニューファンドランドとその周辺に海軍を送り（ニューファンドランド遠征）、ニューファンドランド周辺のフランス入植地を壊滅させた。フランスもこれに対し、ミックマック族やフランス人入植者と組んでセントジョンズの包囲戦など攻撃を繰り返し、1709年のセントジョンズの戦いでは一時イギリス人を追い出して占領に成功した。しかし1713年のユトレヒト条約でニューファンドランドはイギリス領となり、フランス人入植者はイル・ロワイヤル（現在のケープ・ブレトン島）へと移転した。
フランスが北米植民地から撤退することとなったパリ条約 (1763年)の後、フランス人は島南部と北部の海岸の支配権をイギリスに譲渡したが、南岸沖のサンピエール島・ミクロン島の領有権は、これらの小島がニューファンドランド東南沖合いの好漁場グランドバンク（ニューファンドランドバンク）に位置するため、そのまま維持し続けた。イングランド人が最初期にニューファンドランドに入植したにもかかわらず、イギリス政府は、出稼ぎ漁民たちによる恒久的な年間を通した居住地作りを思いとどまらせていた。しかし、島の孤立した入り江が地理的にイギリスから隔たっていて監視の目から逃れられたこと、イギリスから大西洋を2年ごとに渡らずともニューファンドランドに住めば好漁場に一年中出られることから、18世紀末には恒久的な村が急速に増え、19世紀初頭には入植がピークに達した。
ニューファンドランドに入植したヨーロッパ人移民たちはそれぞれの知識、信仰、政府への忠誠、偏見などを持ち込んだ。しかし、彼らが新天地に築いた社会は祖国の社会とも、同時期に移民たちがアメリカ大陸本土で築いていた社会とも異なるものであった。魚の輸出が主産業の社会として、ニューファンドランドは環大西洋の多くの国と交易し、さまざまな文化が流入した。一方で地理的に隔絶した位置や政治的差異のため、カナダやアメリカからも孤立しており、今日に至るも両者からの距離感は残っている。島内では、人口の大半はでこぼこした海岸線全体に薄く広がり、各地にアウトポート（outport）と呼ばれる小さな港町を作っていた。その大半は島内の人口の中心地から遠く離れ、冬季には流氷や悪天候で長期間孤立する。これら孤立した環境は移民たちの持ち込んだ文化に影響し、土地に合った思考様式や行動様式を生み出し、ニューファンドランド・ラブラドール州一帯に独特な習慣、信仰、民話、民謡、方言の多様性を発生させた。

### 英連邦の自治領と世界大戦

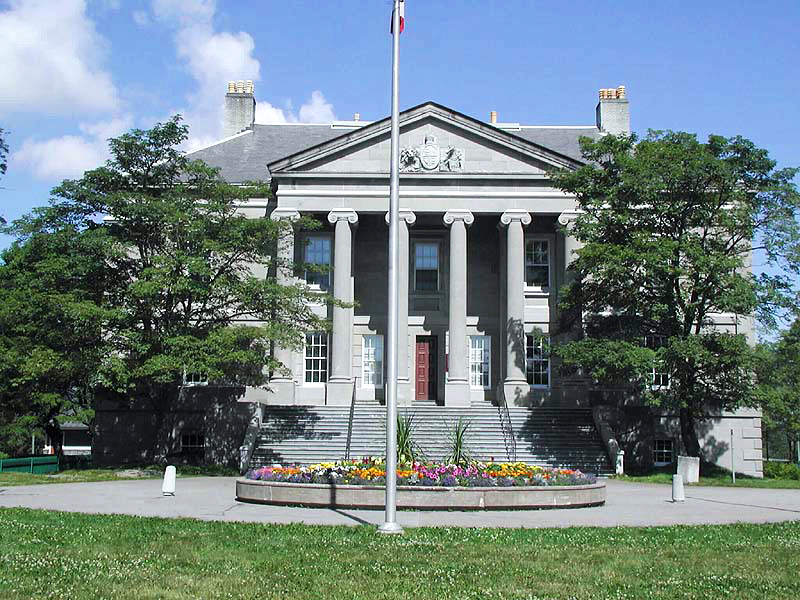
議会が開催されてきたセントジョンズのコロニアル・ビルディング。1850年に竣工し自治領政府の所在地となってきた

ニューファンドランドおよびその軍隊、ロイヤル・ニューファンドランド連隊はイギリス植民地の一員として米英戦争などでイギリス側に立ち戦った。ニューファンドランドは改革者で医師のウィリアム・カーソン（William Carson）をはじめ、エドワード・パトリック・モリス（Edward Patrick Morris）、ジョン・ケント（John Kent）らによる議会開催のための闘争を経て、植民地議会（今日まで州議会として続いている）を1832年に開いた。しかし、この新政府はカトリックとプロテスタントの違いにより分断され不安定であった。1842年、議会は任命制による立法委員会と合併し、さらに1848年に二院制に戻った。これ以後、自由主義運動の流れを受けて、後の議院内閣制につながる制度で自治権の強い「責任政府」（responsible government）作りへの運動が始まった。
1854年、ニューファンドランド植民地は責任政府の樹立をイギリス本国から認可された。これによりイギリス政府から任命された植民地総督は、地元の責任政府議会に従って活動するよう改められた。1855年の選挙で、プリンス・エドワード島出身のフィリップ・フランシス・リトル（Philip Francis Little）が保守党に対し多数を獲得し、リトルは最初の首相となった。1869年、投票によりニューファンドランドはカナダとの連合案を拒否している。1898年にはセントジョンズから島の北岸のガンダー、西部のコーナーブルックを通り、島の西端のチャンネル＝ポルトー・バスクまでを東西に結ぶ狭軌のニューファンドランド鉄道が開通し、沿線の林業などの開発が進んだ。
1904年、英仏協商の一環として、フランスは1713年のユトレヒト条約以来権利を保有してきた島の西海岸、「コート・フランセーズ・ド・テール＝ヌーヴ」を手放した。1907年9月26日には、ニューファンドランドは大英帝国の自治領ニューファンドランドとなり、事実上の独立国家となっている。ラブラドール地方の境界線については、長年カナダ自治領ケベック州とニューファンドランド自治領政府の係争の要因であったが、1927年に現在の境界が画定した。
第一次世界大戦は強力かつ持続的な影響を島の社会に与えた。ニューファンドランドはイギリスなどの側で参戦し、25万人ほどの人口のうち、5,482人が英連邦の兵士として海外に出た。1,500人ほどが戦死し、2,300人が負傷した。1916年7月1日、ソンムの戦いの初日、フランス北部の激戦地ボーモンタメルで、ロイヤル・ニューファンドランド連隊の753人の兵士が塹壕を越えて突撃した。同日の犠牲者は多数に上り、翌朝点呼に応えたのはわずか68人であった。ニューファンドランドは若者の4分の1を第一次世界大戦で失い、次代を担う若い世代の著しい減少は経済の衰退につながり、カナダとの連合という結果に帰結したという議論もある。現在でも、カナダ人の多くが建国記念日（カナダの日）を祝う7月1日に、ニューファンドランドでは戦死した若者たちの追悼を行っている。
ニューファンドランド自治領は第一次世界大戦の戦費や大恐慌で苦境に陥り、1934年に責任政府を返上し、ロンドンの直轄植民地に戻ることになった。同じくイギリス自治領を名乗り、後に英連邦王国として独立国となったニュージーランドやカナダなどと異なり、ニューファンドランドは結局独立した主権国家になれなかった。第二次世界大戦も大きな衝撃をニューファンドランドに与えた。特に、島の各地の岸辺に大西洋の兵站網を守るためのアメリカ軍の基地ができ、アメリカ合衆国の存在感が高まった（レンドリース法も参照）。基地とのかかわりで現金が大量に流通し、島の経済が貨幣で回るようになり、伝統的な行政組織は合衆国と深く結びつくようになった。

### カナダへの加入
ニューファンドランド・ラブラドールはカナダで最も若い領土である。1949年まで、ニューファンドランドはイギリス植民地であり、特に責任政府返上までは自治領として、同じ自治領のカナダやオーストラリア、ニュージーランドなどとともに大戦への参戦をするなど独立国のように振舞っていた。この年、歴史的・経済的・文化的・政治的に著しく異なるカナダへの加入をめぐる住民投票で、賛成が50.50%、反対が49.50%を占めた。住民投票はカナダ支持派とイギリス支持派の間の激しい戦いとなったが、僅差でカナダ加入が決まった。これはカナダ西部生まれの政治家で、カナダとの連合派とともに選挙運動を戦ったジャック・ピッカーズギル（Jack Pickersgill）の役割が大きいとされている。カトリック教会が独立維持のロビー活動を行うなど、宗教団体も大きな役割を果たした。財政的な誘因も大きく、特にニューファンドランド人に子供が生まれるごとに家族に対し補助金を出す「ベビー・ボーナス」の公約は影響力があった。
連合派はカリスマ性の高い元ラジオ放送局経営者のジョーイ・スモールウッド（Joey Smallwood）に率いられていた。彼は社会主義的な政治傾向をニューヨークの左翼紙での勤務時代に身につけていたが、もっとも州首相としての彼の政策は社会主義よりはリベラリズムに近いものがあった。彼は選挙で選ばれたニューファンドランド州の首相を6期22年にわたり務め、支持者の間で個人崇拝にも似た人気を築き、支持者は彼の落選後も長年彼に固執し続けた。島民のなかには、ベビー・ボーナスのような財政的インセンティブを、カナダ市民としての権利としてよりも、スモールウッドの慈悲の産物とみなす傾向があるという意見もある。
1966年には、30年以上休漁していた捕鯨が再開され、ニッカーセンと日本の極洋捕鯨（現・極洋）が合同で調査を行うこととなった。極洋は捕鯨船第十七京丸（元・セッターIX）と乗組員21人、地上の捕鯨基地で鯨類を解体する事業員約10名を提供した。ゴンドウクジラやミンククジラを捕獲していた沿岸基地で、5月中旬からナガスクジラ150頭の捕鯨を計画した。1回の漁で2-3頭を捕獲し成績は良好であったが、7月に第十七京丸が海図になかった岩礁にスクリューを接触させて破損し、セントジョンズに曳航後、修理は9月までかかった。修復後、プロペラを切断したため速力は落ちたが、第十七京丸は11月末までに140頭を捕獲した。冬季に係船中だった第十七京丸は、浸水したまま氷結しエンジンベッドを破損し廃船した。その後はカナダの漁船を改装した捕鯨船で、1972年まで捕鯨が行われた。

### ニューファンドランドの現在
ニューファンドランドの目下の問題は、グランドバンクにかつて山のようにいたタラ（タイセイヨウダラ）の激減と漁業の激しい衰退である（北西大西洋のタラ漁業の崩壊）。戦後、伝統的なはえ縄漁から大規模なトロール船や底引き網漁への転換が進んだことにより、数十年にわたり乱獲と海底の魚の産卵地の破壊が進み、結果極端な不漁に見舞われた。
1990年代以降は政府が漁獲量制限や漁期制限を行うほどの事態になっているほか、何度も漁場閉鎖が宣言されている。一部海域では漁獲量や漁法の制限でタラの回復が見られるものの、全体としては最盛期に程遠い。生活を維持できなくなった漁民たちは村を去ったり、大都市や海底油田に出稼ぎに行くなど貧困な生活に陥っており、州都セントジョンズ都市圏も含め、島の人口は減少傾向にある。

## ニューファンドランドの人々

ニューファンドランド非公式三色旗

ニューファンドランドが大英帝国の自治領であったころ、カナダなどとほぼ同格の自治権を所有しており、法的には「独立国」といってもいい存在であった。ただ、カナダのように自治権を完全なものにすることはなかったが、この「国家」としての経験や、カナダの他の州に比べて民族的に均一性が高い点、独自の歴史や独自の方言などから、「ニューファンドランダー」たちには強烈な「ニューファンドランド人」としてのアイデンティティがあり、今でも「カナダ人ではなくニューファンドランド人」という意識を持つ者は多い。しかし、カナダからの再独立を求めるまでの動きはなく、ニューファンドランドは「州」と「国」の間を揺れ動いている。
ニューファンドランド人に対するカナダ他地域など外部のイメージは、ポジティブなものでは、親しみやすい・外来者を歓迎する・活発・家族を大切にして勤勉に働く、などがある。カナダ本土など、北米各地では家族の生活を楽にするためにニューファンドランドからの出稼ぎ者が多く肉体労働に就いている。
州の旗はニューファンドランドの芸術家クリストファー・プラット (Christopher Pratt) がデザインしたもので、1980年5月28日に正式に適用された。ラブラドール地方には、1973年にラブラドール・サウスの立法議会の元メンバーであったマイク・マーティンがデザインした独自の非公式の旗がある。また、19世紀に作られた「ピンク、白、緑」の3色旗が島の非公式なシンボルとしてある。この非公式3色旗は20世紀まで航海時にも掲げられていた。この3色はイングランド人、スコットランド人、アイルランド人というニューファンドランドの主な民族的・宗教的集団の連合をシンボル化したものであった。この旗は旅行者からアイルランドの国旗と間違えられつつも、今も多くの家庭の軒先に掲げられている。長年忘れられていた非公式旗の人気は近年ますます高まり、土産物屋の商品に使われたり、ファッションでもニューファンドランド人のアイデンティティを強調する場合によく使われる。

## 名所

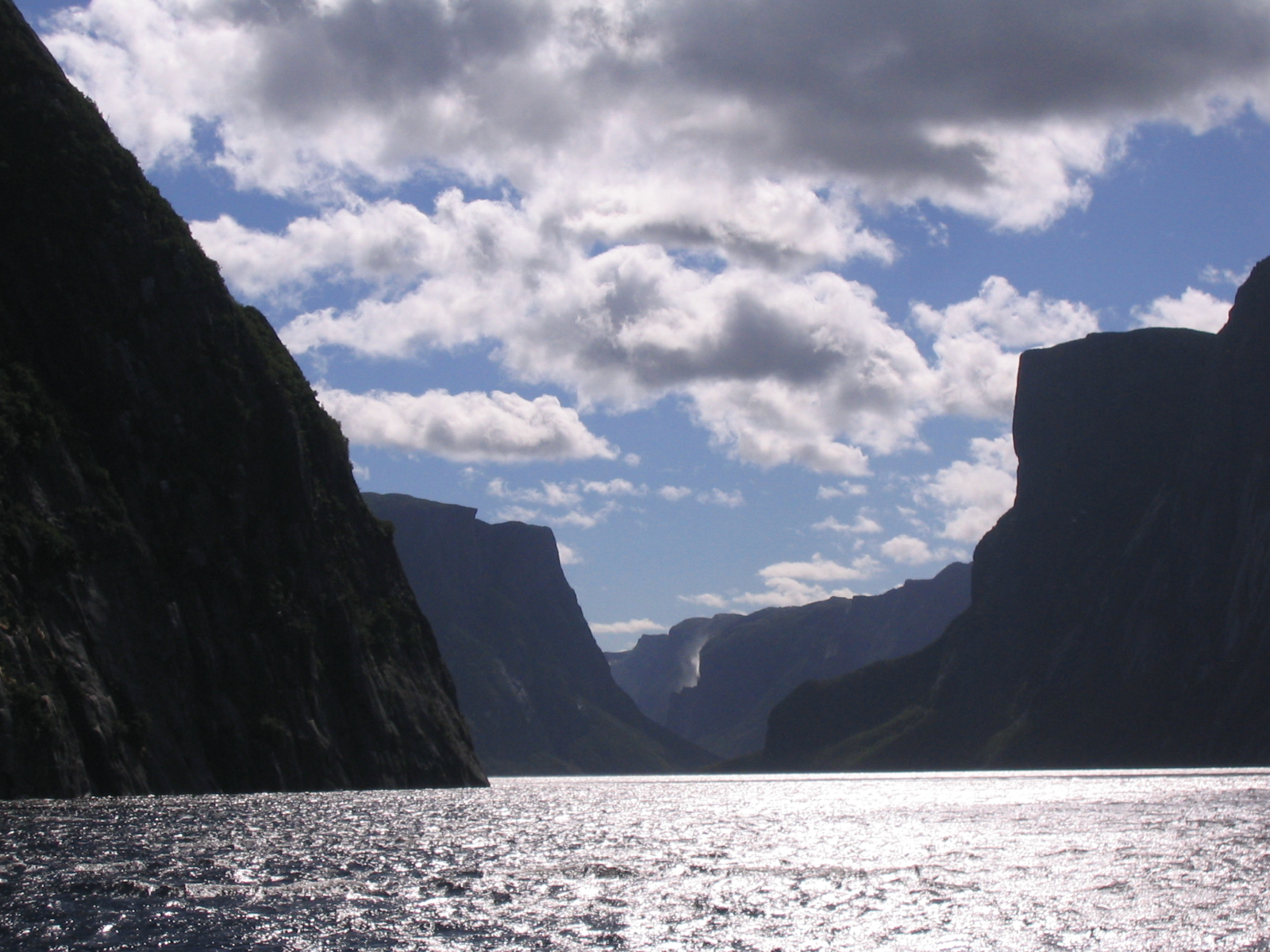
グロス・モーン国立公園

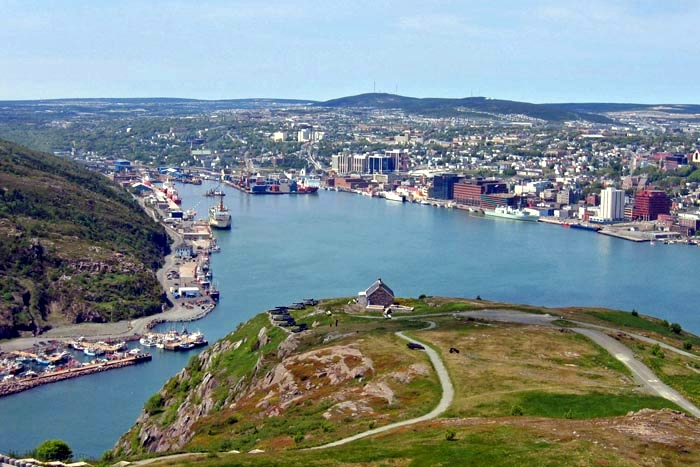
シグナルヒルから見た州都セントジョンズ

新世界で最初にヨーロッパ人が到来した地のひとつとして、歴史資源は豊かである。人口10万人弱の中心都市セントジョンズは北米の英語圏でも最古の都市のひとつに数えられる。メモリアル大学 (Memorial University of Newfoundland) の大部分はこの町にある。また、繁華街にあるジョージ・ストリートは一日のほとんどが歩行者天国で、北米有数のパブ密集地である。
ニューファンドランド島には2つの国立公園がある。グロス・モーン国立公園（Gros Morne National Park）は島の西岸に位置し、1987年にはユネスコ世界遺産のうち自然遺産に登録された。この付近の最高峰で島でも2番目の高さ（806m）を誇るグロス・モーン山から採られたこの国立公園は、島の西を貫くロングレンジ山脈一帯に広がり、その複雑な地質学的特徴と特筆すべき風景のよさが評価されて自然遺産となっている。島の東岸にあるテラ・ノヴァ国立公園（Terra Nova National Park）は、ボナヴィスタ湾 (Bonavista Bay) など入り組んだ海岸一帯が保存され、歴史の舞台をたどることもできる。
ニューファンドランド南岸のアバロン半島では、半島東側の縁を歩くハイキング・トレイルが整備されている。セントジョンズにあるフォート・アムハーストから始まり、カッパヘイデン（Cappahayden）の村まで続く長さ215kmの道のりである。トレッキングやハイキングをする観光客は、曲がりくねった海岸線に沿って、無人の断崖絶壁や小さな漁村が続く風景を楽しめる。
西海岸の人口8,000人の村スティーブンヴィル（Stephenville）は、1940年代前半から1966年までアメリカ陸軍、後にアメリカ空軍基地が位置していた場所であり、かつて鉄道駅があったスティーブンビル・クロッシング (Stephenville Crossing) の町の32km北にある。
人口2万人で西海岸屈指の町であるコーナーブルック（Corner Brook）は入り組んだ湾の奥に位置している。新聞紙の製造・漁業・鉄道・小売をそれぞれ主産業とする4つの町からなるコーナーブルックでは、コーナーブルック・パルプ・アンド・ペーパー・ミルという製紙会社が稼動している。また、大規模競技場やカナダ東部屈指の映画・テレビスタジオもある。
セントジョージの町の北にありセントジョージ湾に位置するサンディ・ポイント（Sandy Point）は西海岸最古で最大の入植地であった場所である。しかし、最後の住民は1973年に去って無人となっている。
同じく西海岸のバラショワ・ポンド州立公園（Barachois Pond Provincial Park）は大きな湖と模範林のある州立公園で、ロングレンジ山脈の一部である。
マーブル・マウンテン（Marble Mountain）は大きなスキー場で、一説にはロッキー山脈以東で最もスキーに適した場所ともいわれる。

## 主要な町
人口の多い自治体（2001年）
1. セントジョンズ（St. John's） (99,182)
2. マウントパール（Mount Pearl） (24,964)
3. コーナーブルック（Corner Brook） (20,103)
4. コンセプションベイ・サウス (Conception Bay South) (19,772)
5. グランドフォールズ＝ウィンザー (Grand Falls-Windsor) (13,340)
6. ガンダー (Gander) (9,651)
7. パラダイス (Paradise) (9,598)
8. スティーヴンヴィル (Stephenville) (7,109)
9. メアリーズタウン (Marystown) (5,908)
10. ポーテュガル・コーヴ＝セントフィリップス (Portugal Cove-St. Philip's) (5,866)
11. トーベイ (Torbay) (5,474)
12. ベイ・ロバーツ (Bay Roberts) (5,237)
13. クラーレンヴィル (Clarenville) (5,104)
14. ディアーレイク (Deer Lake) (4,769)
15. カーボニアー (Carbonear) (4,759)
16. チャンネル＝ポルトー・バスク (Channel-Port aux Basques) (4,637)
17. プラセンティア (Placentia) (4,426)
18. ボナヴィスタ（Bonavista） (4,021)
19. ビショップス・フォールズ (Bishop's Falls) (3,688)